# Gens Hostilia

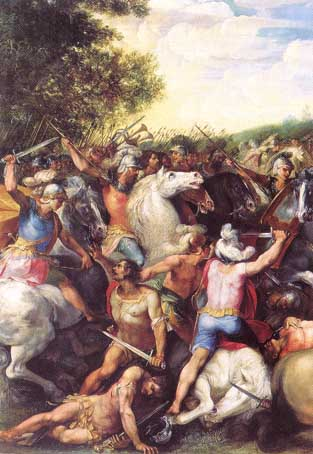
Tullus Hostilius Derrotando el ejército de Veii y Fidenae, fresco moderno.

La gens Hostilia fue una antigua familia de Roma, que tuvo su origen en tiempo de Rómulo y Remo. El miembro más famoso de la gens fue Tulio Hostilio, el tercer rey de Roma; sin embargo, todos los Hostilii conocidos en tiempo de la República romana eran plebeyos.  Muchos de los Hostilii fueron distinguidos durante las Guerras púnicas. El primero de la familia en obtener el consulado fue Aulo Hostilio Mancino en 170 a. C.

## Origen
Los Hostilii vinieron originalmente de Medullia, una antigua ciudad del Latium, y se cree que se asentaron en Roma en tiempo de Rómulo. A pesar de que los Hostilii de la República no tenían tradición concreta sobre Medullia, monedas acuñadas por uno de los Hostilii tardíos llevaban las cabezas de la Palidez y el Pavor, los dioses del miedo y el pánico, en alusión a Tulio Hostilio, quien dedicó templos a ambos durante su guerra con Veyes y Fidenas. Si estos Hostilii tardíos descendían de los Hostilii del periodo regio, entonces eran de origen meduliano.
El nomen Hostilius es un apellido patronímico, basado en el praenomen Hostus, el cual fue llevado por los antepasados de la gens. El mismo praenomen dio lugar a otra gens, con el nomen Hostius. El primer miembro conocido de los Hostilii fue Hostus Hostilius, un campeón romano en los primeros días de la ciudad. Sin embargo, si también llevaba el nomen Hostilius, entonces aquel nombre tiene que haberse originado en un tiempo anterior. El significado del praenomen permanece oscuro, pero posiblemente pueda haberse originado como variación de Faustus, otro nombre antiguo que significa afortunado; entre los Etruscos encontramos dos posibles cognados, los praenomina femeninos Fasti y Hasti, de los cuales, el último es una variación del anterior.

## Praenomina
Los primeros nombres principales utilizados por los Hostilii fueron Aulus, Lucius, y Gaius. También hay casos de Marcus y Publius. Los antiguos Hostilii parecen haber hecho uso regular del praenomen Hostus. Tullus también fue utilizado por la gens en tiempos más tempranos, pero que parece haber revivido durante la República más tardía. Se sabe que una mujer de la gens utilizó el praenomen Quarta.
Las mujeres romanas no usaban praenomen. Su único nombre era el de su familia, en este caso, Hostilia. Si se llamaba "Quarta", lo único que indica es que tenía 3 hermanas mayores que ella con el mismo nombre (Hostilia Maior, Hostilia Minor y Hostilia Tertia), caso muy común entre las romanas.

## Ramas y cognomina
Los Hostilii de la República llevaron los apellidos Cato, Mancinus, Saserna, y Tubulus. Firminus y Rutilus se han encontrado en tiempo imperial. Algunos de los Hostilii parecen no haber tenido cognomina.